# Pantilius
Pantilius is een geslacht van wantsen uit de familie blindwantsen. Het geslacht werd voor het eerst wetenschappelijk beschreven door John Curtis in 1833.

## Soorten
Het genus bevat de volgende soorten:

- Pantilius gonoceroides Reuter, 1903
- Pantilius hayashii Miyamoto and Yasunaga, 1989
- Pantilius tunicatus (Fabricius, 1781)